# 朝鮮労働党第8期中央委員会
朝鮮労働党第8期中央委員会（ちょうせんろうどうとうだい8きちゅうおういいんかい、朝鮮語：조선로동당 제8차중앙위원회）は、朝鮮民主主義人民共和国（北朝鮮）の執権政党・朝鮮労働党が2021年の第8回党大会で選出した中央委員会である。

## 委員構成
※2021年1月11日時点。

### 最高指導者
- 朝鮮労働党総書記（総秘書）：金正恩

### 政治局
- 政治局常務委員会委員：金正恩、崔竜海、李炳鉄、金徳訓、趙甬元
- 政治局員：金正恩、崔竜海、李炳鉄、金徳訓、趙甬元、朴泰成、朴正天、鄭尚学、李日煥、金頭日、崔相建、金才龍、呉日晶、金英哲、呉秀容、権英進、金正官、鄭京擇、李永吉
- 政治局員候補：朴太徳、朴明順、許哲万、李哲万、金享植、太亨徹、金栄煥、朴正根、楊勝虎、全賢哲、李善権

### 書記局（秘書局）
- 総書記（総秘書）：金正恩
- 党中央委員会第一書記（第一秘書）[2]：（2021年6月時点で確認されず）[3][4]
- 党中央委員会書記（秘書）：趙甬元（組織担当[5]）、朴泰成（宣伝担当[6]）、李炳哲、鄭尚学、李日煥、金頭日（経済担当）、崔相建

### 中央軍事委員会
- 委員長：金正恩
- 副委員長：李炳鉄
- 委員：趙甬元、呉日晶、金兆国、強純男、呉秀容、朴正天、権英進、金正官、鄭京擇、李永吉、林光日

### 中央委員会部長
担当部局は以下の通り。
| 部局       | 部長   | 就任          | 退任          |
| ---------- | ------ | ------------- | ------------- |
| 宣伝扇動部 | 朴泰成 | 2021年1月10日 | 現職          |
| 勤労団体部 | 李斗成 | 2021年1月10日 | 現職          |
| 組織指導部 | 金才龍 | 2021年1月10日 | 2022年6月10日 |
| 組織指導部 | 趙甬元 | 2022年6月10日 | 現職          |
| 軍政指導部 | 呉日晶 | 2021年1月10日 | 現職          |
| 規律調査部 | 朴太徳 | 2021年1月10日 | 現職          |
| 国際部     | 金成男 | 2021年1月10日 | 現職          |
| 幹部部     | 許哲万 | 2021年1月10日 | 現職          |
| 法務部     | 金享植 | 2021年1月10日 | 現職          |
| 軽工業部   | 朴明順 | 2021年1月10日 | 現職          |
| 農業部     | 李哲万 | 2021年1月10日 | 現職          |
| 軍需工業部 | 金世福 | 2021年1月10日 | 2021年9月2日  |
| 軍需工業部 | 劉進   | 2021年9月2日  | 現職          |
| 統一戦線部 | 金英哲 | 2021年1月10日 | 現職          |
| 財政経理部 | 金勇帥 | 2021年1月10日 | 現職          |
| 経済部     | 金頭日 | 2021年1月10日 | 2021年2月11日 |
| 経済部     | 呉秀容 | 2021年2月11日 | 現職          |
| 科学教育部 | 崔相建 | 2021年1月10日 | 2021年6月29日 |
| 青年事業部 | 崔輝   | 2021年1月10日 | 現職          |
| 民防部     | 強純男 | 2021年1月10日 | 現職          |
| 総務部     | 朴正男 | 2021年1月10日 | 現職          |

### 労働新聞
- 責任主筆：朴英敏

### 中央検査委員会
- 委員長：鄭尚学
- 副委員長：朴太徳、李煕用
- 委員：李京哲、朴光植、朴光雄、全太宗、鄭仁哲、金成哲、張企虎、姜潤石、禹尚哲、張光峰、金光哲、呉東日

### 中央委員
第8次党大会において以下の138人が中央委員会委員に選出された。
金正恩、崔龍海、李炳哲、金徳訓、金才龍、李日煥、崔輝、朴太徳、金英哲、許哲万、金享植、朴明順、崔相建、呉日晶、金勇帥、申龍萬、全賢哲、趙甬元、李煕用、朴泰成、金与正、李英植、金成男、洪承武、張光明、崔東明、鄭尚学、朴成哲、李京哲、安金哲、玄松月、金炳鎬、張龍植、金兆国、朴光植、金成基、朴光雄、金正植、趙永哲、金世福、朴正男、金成哲、鄭仁哲、全太秀、朴英敏、馬宗善、太亨徹、高吉先、呉東日、楊勝虎、呉秀容、金栄歓、金頭日、李在南、文景徳、李哲萬、朴昌浩、姜峯訓、金賛三、李正南、李泰日、申永鉄、張英鹿、林景萬、李善権、全学哲、金忠傑、姜宗官、金正南、朴勲、李成鶴、宋春燮、李忠吉、金承進、金京準、金承斗、張企虎、朴正根、張春城、金成龍、金有日、李永吉、鄭京擇、張正男、金光哲、張光峰、姜潤石、禹相哲、張昌河、李弘燮、姜京浩、林英鉄、沈紅賓、金金哲、朱哲奎、尹材革、朴文好、金順哲、劉進、姜学鉄、李勇憲、金光男、韓永日、金哲夏、李光哲、努光鉄、全日好、李国哲、崔炳完、朴正天、金秀吉、金正官、趙慶喆、方頭燮、林光日、権泰英、強純男、徐洪燦、権英進、李斗星、朴永日、金明食、金光赫、金正吉、朴寿日、崔頭用、韋成日、朴光柱、李泰燮、崔春吉、朴名帥、宋永健、李永哲、金永福、李逢春、崔光日、松碩元、霍昌植、韓順哲

### 中央委員候補
第8次党大会において以下の111人が中央委員会委員候補に選出された。
金銅日、李成峰、池明俊、李継奉、李龍男、金哲秀、韓龍国、王昌旭、李錟、康鉄苟、金日国、蔡成学、李哲山、崔善姫、趙英徳、李燦華、金基龍、徐虎元、尹正虎、任景栽、朱勇日、朴赫哲、李革権、張京日、陳錦松、金忠誠、崔京哲、南哲光、高正范、徐鐘進、金英植、沈勝健、康権日、承正奎、朴哲民、張春憲、朴仁哲、韓鐘革、申紅哲、李星烈、崔希太、姜炯峰、金英哲、李兄根、朴万浩、李成国、申昌日、呉慶龍、桂明哲、朴明善、朴鐘虎、金英南、張峻募、李勝虎、崔明秀、申明仙、金進勇、李航杰、韓万興、楊明哲、金光福、宋承哲、呉春英、咸勢真、金賢一、玉勇秀、李正吉、李昌吉、崔成男、安福万、崔長日、高明哲、張敬鉄、韓明秀、金鮮旭、崔升龍、盧益、鄭延学、崔東賢、徐元吉、金永哲、咸南赫、韓成男、金光英、明松哲、洪万浩、泰真赫、李慶日、金明赫、金亨范、金勇九、金秀男、李成道、呉琴鉄、文正雄、崔京鉄、康善、金光旭、許光日、朴志民、金正鉄、李敏哲、閔喜福、李慶天、高名帥、金学哲、金柱三、金春橋、金勇浩、林光雄、金福男

## 中央委員会総会

### 第8期党中央委員会第1回総会
第8期党中央委員会第1回総会は、第8回党大会6日目の2021年1月10日に平壌の朝鮮労働党中央委員会本部庁舎で開催された。
金正恩は党大会で承認された党規約の改正によって、朝鮮労働党中央検査委員会の権限が強化されたことを踏まえて、党の規律強化を図る意向を明らかにした。総会はこの方針を執行するための執行部署を設けることを決定した。
なお、金正恩は総会に先立つ党大会会議で、2011年の金正日の死去以来空位となっていた朝鮮労働党総書記（総秘書）に選出されていたが、この総会で以下に示した幹部の選出を提起し、承認された。
- 朝鮮労働党総書記（総秘書）：金正恩
- 政治局

- 政治局常務委員：金正恩、崔竜海、李炳鉄、金徳訓、趙甬元
- 政治局員：金正恩、崔竜海、李炳鉄、金徳訓、趙甬元、朴泰成、朴正天、鄭尚学、李日煥、金頭日、崔相建、金才龍、呉日晶、金英哲、呉秀容、権永進、金正官、鄭京擇、李永吉
- 政治局員候補：朴太徳、朴明順、許哲万、李哲万、金享植、太亨徹、金栄煥、朴正根、楊勝虎、全賢哲、李善権

- 書記局（秘書局）

- 総書記（総秘書）：金正恩
- 党中央委員会第一書記（第一秘書）：（2021年6月時点で確認されず）
- 党中央委員会書記（秘書）：趙甬元（組織担当）、朴泰成（宣伝担当）、李炳哲、鄭尚学、李日煥、金頭日（経済担当）、崔相建

- 党中央軍事委員会

- 委員長：金正恩
- 副委員長：李炳鉄
- 委員：趙甬元、呉日晶、金兆国、強純男、呉秀容、朴正天、権永進、金正官、鄭京擇、李永吉、林光日

- 中央委員会部長

担当部局は以下の通り。
| 部局                 | 部長       | 就任          | 退任          |
| -------------------- | ---------- | ------------- | ------------- |
| 宣伝扇動部（英語版） | 朴泰成     | 2021年1月10日 | 現職          |
| 勤労団体部           | 李日煥     | 2021年1月10日 | 現職          |
| 組織指導部           | 金才龍     | 2021年1月10日 | 2022年6月10日 |
| 組織指導部           | 趙甬元     | 2022年6月10日 | 現職          |
| 軍政指導部           | 呉日晶     | 2021年1月10日 | 現職          |
| 規律調査部           | 朴太徳     | 2021年1月10日 | 現職          |
| 国際部               | 金成男     | 2021年1月10日 | 現職          |
| 幹部部               | 許哲万     | 2021年1月10日 | 現職          |
| 法務部               | 金享植     | 2021年1月10日 | 現職          |
| 軽工業部             | 朴明順     | 2021年1月10日 | 現職          |
| 農業部               | 李哲万     | 2021年1月10日 | 現職          |
| 軍需工業部           | 強純男     | 2021年1月10日 | 2021年9月2日  |
| 軍需工業部           | 劉進       | 2021年9月2日  | 現職          |
| 統一戦線部           | 金英哲     | 2021年1月10日 | 現職          |
| 財政経理部           | 金勇帥     | 2021年1月10日 | 現職          |
| 経済部               | 金頭日     | 2021年1月10日 | 2021年2月11日 |
| 経済部               | 呉秀容     | 2021年2月11日 | 現職          |
| 科学教育部           | 崔相建     | 2021年1月10日 | 2021年6月29日 |
| 担当部局不明         | 崔輝       | 2021年1月10日 | 現職          |
| 担当部局不明         | 李斗星     | 2021年1月10日 | 現職          |
| 担当部局不明         | 金世福     | 2021年1月10日 | 現職          |
| 担当部局不明         | 朴正男     | 2021年1月10日 | 現職          |
| 担当部局不明         | 李頭城[15] | 2021年4月11日 | 現職          |
- 労働新聞

- 責任主筆：朴英敏

- 中央検査委員会

- 委員長：鄭尚学
- 副委員長：朴太徳、李煕用
- 委員：李京哲、朴光植、朴光雄、全太宗、鄭仁哲、金成哲、張企虎、姜潤石、禹尚哲、張光峰、金光哲、呉東日

### 第8期党中央委員会第2回総会
第8期党中央委員会第2回総会は2021年2月8日から11日にかけて平壌の朝鮮労働党中央委員会本部庁舎で開催され、以下の5項目の議題を審議した。
1. 第8回党大会が示した5カ年計画の初年の課題を貫徹することについて
2. 全社会的に反社会主義、非社会主義との闘いをより度合い強く繰り広げることについて
3. 党中央委員会のスローガン集を修正することについて
4. 「朝鮮労働党規約解説」の審議について
5. 組織問題

金正恩は第1議案に対する『綱領的な報告』と報じられた「第8回党大会が示した5カ年計画の初年の課題を貫徹することについて（당 제8차대회가 제시한 5개년계획의 첫해 과업을 철저히 관철할데 대하여）」で、「内閣が作成した今年の人民経済計画が以前のものと代わり映えしない上、提起された今年の経済活動計画に党大会の思想と方針が正確に反映されず、革新的な眼識と明白な策略が見えない。ある部門の計画は現実的可能性もなく主観的に高め、ある部門では整備、補強の美名の下に、十分に遂行可能で必ず遂行すべきものも計画を低く立てる弊害が現れた」などとして、農業・電力工業・建設・軽工業などの部門で策定された計画について「第8回党大会で決定した国家経済発展5ヵ年計画に沿ったものとはいえず、保身と敗北主義の種である」などと批判した。
また、金正恩は第2議案「全社会的に反社会主義、非社会主義との闘いをより度合い強く繰り広げることについて（전사회적으로 반사회주의, 비사회주의와의 투쟁을 더욱 강도높이 벌릴데 대하여）」に関する報告で、「党組織と勤労者団体組織、政権機関と法律執行機関で反社会主義、非社会主義との闘いを強力に展開することに関する課題」を提起し、「中央から道・市・郡に至るまで強力な連合指揮部を組織して反社会主義、非社会主義との闘いを一律に統一的に掌握し、集中的かつ多角的に強力に展開すること」にも言及したほか、第4議案「『朝鮮労働党規約解説』の審議について（〈조선로동당규약해설〉심의에 대하여）」に関する報告では、「第8回党大会は革命発展の要求に即して党規約の一部の内容を修正、補足した。党規約の解説集を立派に作るのは党を組織的・思想的に強固にし、党組織の戦闘的機能と役割を強め、党員の党生活を強化する上で非常に重要な意義を持つ。党規約解説集は当然、党大会と党大会の間に党の全ての活動を組織、指導する党中央委員会の総会で決定されなければならない。党規約解説集を審議して下部に送れば各級党組織と党員がそれを深く研究し、全ての党活動と党生活を党規約上の規範の要求通りにのみすべきだ」として、党員の規律強化を図る方針を強調した。
総会ではこのほか、「党中央委員会のスローガン集の修正」と「組織問題（党幹部の人事）」を承認し、党中央委員会経済部長で政治局員兼経済担当書記（秘書）の金頭日を更迭し、政治局員の呉秀容を後任に充てる人事異動を行った。
総会で選出された党幹部は以下の通り。
- 政治局員：李善権
- 政治局員候補：金成男
- 党中央委員会経済担当書記（秘書）：呉秀容
- 党中央委員会経済部長：呉秀容
- 中央委員（中央委員候補からの昇格）：金銅日、金英南、金哲秀
- 中央委員候補（補欠選挙）：洪赫哲、李京浩、崔永進、龍君哲、鄭西哲

### 第8期党中央委員会第3回総会
第8期党中央委員会第3回総会は2021年6月15日から18日にかけて開催され、以下の7項目の議題を審議した。
1. 主要国家政策の上半期の実行状況総括と対策に関する問題
2. 今年の農業に力を総集中する問題
3. 非常防疫状況（新型コロナウイルス対策）の長期性に徹底的に備える問題
4. 現在の国際情勢に対する分析とわが党の対応方向に関する問題
5. 人民生活を安定、向上させる問題
6. 党の育児政策を改善、強化する問題
7. 党中央指導機関メンバーの2021年上半期の党組織・思想生活状況の総括[注釈 3]
8. 組織問題

金正恩は総会での報告で以下のように述べた。
1. 全党が党大会の決定貫徹のための初年の活動計画を確定し、その実行に進入した時から現在まで、党と国家活動で肯定的な成果が収められた。現物量的にも多く成長しているのをはじめ、国の経済が全般的に興っている。
2. 農業部門で昨年の台風の被害のため、穀物生産計画を未達成したことによって現在、人民の食糧状況が緊張していると述べ、今回の総会でその解決のための積極的な対策を出さなければならない。
3. よりひどくなっている災害性異常気象の影響を克服することを今年の穀物生産目標達成の要の問題とし、農業部門と気象観測部門が互いに緊密に協同して自然災害を最小限にとどめるための対策を立て、各部門でこの事業を強力に支援すること。
4. 現在の状況に即して国家的に防疫態勢を完璧に堅持し、経済指導機関が非常防疫という不利な環境の中で、それに即して経済活動を緻密に手配すること。
5. 新しく発足した米行政府（ジョー・バイデン内閣）のわが共和国に対する政策動向を詳細に分析し、今後、対米関係において堅持する的中した戦略・戦術的対応と活動方向を明示し、わが国家の尊厳と自主的な発展・利益を守り、平和的環境と国家の安全を頼もしく保証するためには対話にも対決にも全て準備ができていなければならず、特に対決にはより手落ちなく準備ができていなければならない。（中略）重要な国際および地域問題に関する党と共和国政府の対外政策的立場と原則を表明し、わが国家の戦略的地位と能動的役割をいっそう高め、有利な外部的環境を主動的に整えていくことについて述べるとともに、時々刻々変わる状況に鋭敏かつ機敏に反応、対応し、朝鮮半島の情勢を安定的に管理していくことに力を注がなければならない[27][28][29][30]。
6. 人民に安定した生活を保障し、困難を適時に解決してやるのはわが党と国家が最も重大事として掲げる活動原則であり、数回にわたる協議会を通じて直接調べた人民生活の実態資料とその改善のための実践的な対策について
7. わが党が神聖に掲げている為民献身の理念は実際に骨を削り、肉をえぐりながら人民の生命と生活に責任を持ち、無条件的な奉仕で人民を奉じる実践の指針であり、行動の基準であると述べ、党が困難な時であるほど人民の中にもっと深く入って丈夫な柱になり、常にそばで苦楽を共にし、人民の福利のために全てをささげて闘わなければならず、現在、人民が最も関心を持ち、願う切実な問題を早急に解決するための決定的な施行措置を取ろうとするのが今回の総会の中核事項である。
8. 祖国の未来である子どもを丈夫に立派に育てることより重大な革命事業はなく、数千数万金をかけてでもより改善された養育条件を整えてやるのはわが党と国家の最重大政策であり、最高の宿願である。困難であるほど子どもにもっと真心を尽くし、その愛の力で共産主義の未来を目指して頑強に前進するのがわが革命の前進方式、発展方式になるべきだと述べ、この地に生まれる子ども、育ちゆく次世代が幼い時から立派な環境で満足に食べ、すくすくと育つなら今後20年、30年後にはそれだけわが社会によりいっそう躍動する生気と活力が溢れるようになり、共和国の国力が成長し、強化されるようになるであろう。子どもの成長、発育において託児所、幼稚園の時期が最も重要な年齢期であり、「国家的負担で全国の子どもに乳製品をはじめ栄養食品を供給すること」を党の政策に樹立すべきであり、その実行のための具体的な課題と方途を提起した。また、全ての活動家が子どもの実の親になった気持ちで託児所、幼稚園の幼児を満足に食べさせることに格別な関心を払い、党の育児政策の貫徹に実質的に寄与することで、党と革命、祖国と人民に対する忠実性を検証してもらうべきだ。

総会では各分野別に設置された協議会（金属・鉄道運輸分科、化学工業分科、電気・石炭・機械工業分科、建設・建材分科、軽工業分科、農業分科、非常防疫分科、反社会主義・非社会主義闘争分科、党活動分科）での議論を踏まえた「今年の主要国家政策的課題を徹底的に実行するための追加的な対策的問題を反映した決定書」と「全党、全軍、全人民が今年の農業に力を集中して穀物生産計画を無条件に完遂することに関する決定書」を採択したほか、「人民生活の安定に少しでも寄与するという衷心」によって発令された特別命令書に金正恩自らが署名したほか、組織問題（党幹部・国家機関の幹部人事）が議論され、当該の幹部が解任・任命された。
総会で選出された党幹部・国家機関幹部は以下の通り。
- 政治局員：太亨徹（最高人民会議常任委員会副委員長）
- 政治局員候補：禹相哲（中央検察所所長）[45]
- 中央委員（中央委員候補からの昇格）：金基龍、リ・ジュンソン
- 中央委員（補欠選挙）：キム・ヨングァン、キム・ボンチョル、チュ・チャンイル、キム・スンチャン、ソン・ギチョル、キム・チュンイル、コ・インチョル
- 中央委員候補（補欠選挙）：イム・ハゴン、キム・ソンジュン、ムン・チョル、パク・チョルホ、キム・ジョンチョル、ホン・チョルウン、キム・チョルフィ
- 金日成総合大学総長兼教育委員会高等教育相：キム・スンチャン

### 第8期党中央委員会第4回総会
第8期党中央委員会第4回総会は2021年12月27日から31日にかけて開催され、以下の6項目の議題を審議した。
1. 2021年度の主要党と国家政策の執行状況の総括と2022年度の活動計画について
2. 2021年度国家予算執行状況と2022年度国家予算案について
3. わが国の社会主義農村問題の正しい解決のための当面の課題について
4. 党規約の一部の条項を修正することについて
5. 党中央指導機関メンバーの2021年度下半期の党組織・思想生活状況について
6. 組織問題

今回の総会は2019年12月末の第7期党中央委員会第5回総会を上回る5日間の日程で行われ、「農村問題の解決」を主な議題とした。金正恩は「ウリ式社会主義農村発展の偉大な新時代を開いていこう」と題した報告で今後10年間に段階的に達成すべき穀物生産目標と畜産物、果物、野菜、工芸作物、養蚕業生産の目標を明らかにし、これらの目標を達成するために農村で『思想・技術・文化の三大革命』を推進することを提唱した。また、『三大革命』の最優先課題は「思想革命」であり、「農業勤労者の頭の中に残っている古い思想を根絶し、農業勤労者を革命化、チュチェ思想化された共産主義的人間に育成」することを強調した。
北朝鮮では1964年に金日成が「我が国における社会主義農村問題に関するテーゼ」を発表し、農村問題解決に向けた全般的な指針を出したことがあったが、金正恩が今回提唱した農村革命は、この58年前の農村テーゼを継承、発展させたものとも考えられる。
一方、金正恩の報告では核開発について直接の言及がなく、アメリカなどとの外交方針や対外メッセージも明らかにされなかったほか、「組織問題（党幹部の人事）」でも、政治局員候補への復帰や政治局員への昇格が取り沙汰されていた金与正（党宣伝扇動部副部長兼国務委員）の昇格は見送られた。
総会で選出された党幹部は以下の通り。
- 政治局員：朴正根（内閣副総理兼国家計画委員会（中国語版、朝鮮語版）委員長）
- 政治局員候補：李太燮（社会安全相）
- 中央委員（中央委員候補からの昇格）：韓龍国、王昌旭、チュ・ヨンイル、徐鐘進、李革権、陳金松、イム・ギョンジェ、金日国、チェ・ソンハク、リ・チョルサン、姜亨奉、桂明鉄、リ・ジョンギル、リ・ギョンホ、オ・グムチョル、キム・ボクナム、リ・チャンソン、キム・ファソン、朴泰成、車明南、金光革
- 中央委員候補：シム・ホンビン、キム・ジョンギル、パク・スイル、リ・ギョンチョン、パク・クァンジュ、チェ・チュンギル、宋永健、李逢春、コ・インチョル、チェ・グァンイル、松碩元、キム・グァンイル、キム・ジョンスン、パク・ソンチョル、ペク・ヒョンチョル、チェ・ギルリョン、チェ・グァンジュン、リ・ギョンチョル、コ・ナムヒョク、趙石虎、カン・ミョンチョル、チェ・リョンギル

### 第8期党中央委員会第5回総会拡大会議
第8期党中央委員会第5回総会拡大会議は2022年6月8日から10日にかけて開催され、以下の4項目の議題を審議した。
1. 組織問題
2. 2022年度主要党及び国家政策の執行状況の中間総和（中央総括）と対策について
3. 現時点の非常防疫状況の管理と国家防疫能力建設のための課題について
4. 党規約と党規約解説集の一部内容の修正・補充について

金正恩は総会で行った報告の中で、「わが国の安全保障環境は極めて深刻で、周辺の情勢は極端に激化し得る危険性を帯びており、国防力強化の目標達成をさらに繰り上げることが求められる。自衛権は国家権力を守る問題だ」などと述べ、国防力の強化を前倒しするとともに、「強硬姿勢には強硬姿勢で対抗し、真っ向から勝負するのが原則だ」と主張した。
一方で核・ミサイル開発への言及はなく、「米国通」として知られる第一外務次官の崔善姫を外相に昇格させる人事を決定した。
総会で選出された党・国家・武力機関幹部は以下の通り。
- 中央委員：（中央委員候補からの昇格）：パク・チミン、朴寿日、崔善姫、趙春龍、パク・ヒチョル、キム・インチョル、リ・チャンデ、韓光相
- 中央委員候補：チャン・チャンミン、キム・スンチョル、シン・チャンナム、マ・ヒョクチョル、パク・ヒョンリョル、クァク・チョンジュン、リ・ドゥイル、金頭日、クァク・ヨンホ、リョ・チョルウン、アン・ヨンファン、チョン・スングク
- 政治局員：チョン・ヒョンチョル、李太燮、朴泰成
- 政治局員候補：趙春龍、朴寿日、リ・チャンデ、崔善姫、韓光相
- 党中央委員会書記：金才龍、チョン・ヒョンチョル、朴泰成
- 党中央軍事委員会委員：李太燮、趙慶喆、朴寿日、リ・チャンホ
- 党中央委員会部長：趙甬元（組織指導部長）、趙春龍、チョン・ヒョンチョル、李忠吉、李善権（統一戦線部長）、韓光相
- 党中央検査委員会
  - 委員長：金才龍
  - 委員：キム・インチョル
- 政府機関幹部：チョン・スングク（内閣副総理）、崔善姫（外相）、パク・ヒョンリョル（食料工業相）、クァク・チョンジュン（商業相）、リ・ドゥイル（国家科学技術委員長）、金頭日（内閣政治局局長兼党委員会責任書記）
- 武力機関指揮メンバー（党中央軍事委員会が提起した調節配置案を承認）：朝鮮人民軍総参謀長に李太燮（陸軍大将）、朝鮮人民軍総政治局長に鄭京擇（国家保衛相・陸軍大将）、社会安全相に朴寿日（社会安全軍大将）、国家保衛相にリ・チャンデ（陸軍上将）を任命

## 中央委員会総会以外の各種会議

### 政治局常務委員会

#### 2022年5月政治局常務委員会
2022年5月17日に開催され、常務委員のほか、勤労団体担当書記の李日煥、組織指導部長の金才龍、党中央委員会部長のチュ・チャンイルらが傍聴した。
会議ではコロナ対応のほか、2022年上半期の党・国家政策実行状況に対する実態報告資料と第8期第5回党中央委員会総会に提起する文書と組織問題議案の討議が行われた。

### 政治局

#### 第8期第1次政治局会議
第8期第1次政治局会議は2021年6月4日に党中央委員会本部庁舎で開催された。
議題は以下の通り。
1. 党中央委員会第8期第2回総会で手配した2021年度の党と国家の主要政策の実行の実態を中間総括し、経済活動と人民の生活において切実な懸案を解決するのに必要な追加的な国家的対策を立てるために、党中央委員会の総会を招集する問題[62]
2. 党中央委員会の部署機構改編問題をはじめ、党中央委員会の総会に提起する案件

朝鮮中央通信によると、金正恩は「現在の不利な主・客観的条件と環境によって国家活動の順調な発展は多くの挑戦と制約を受けているが、第8回党大会が非常に高揚させた全党と全人民の思想的熱意と自力更生の闘争気風によって、計画した多くの事業が将来を見通して促進されていることについて肯定的に評価し、今年の上半期の主要政策課題の部門別実行の実態を概括、分析した上で、今の時点で党中央委員会の総会を招集し、上半期の国家活動全般の実態を正確に総括して、偏向的な問題を適時に正すための追加的な対策を講じるのが必要であると強調した」としている。

#### 第8期第2次政治局拡大会議
第8期第2次政治局拡大会議は2021年6月29日に党中央委員会本部庁舎で開催された。
朝鮮中央通信によると、金正恩は会議の目的について、「世界的な保健危機に備えた国家非常防疫戦の長期化の要求に応じて組織・機構的、物質的および科学技術的対策を立てるべきだという党の重要決定の実行を怠ることによって、国家と人民の安全に大きな危機を醸成する重大事件を生じさせ、党大会と党総会が討議、決定した重大課題の貫徹にブレーキをかけ、妨げる重要因子は、幹部の無能と無責任感であると厳正に分析し、幹部の中で現れる思想的欠点とあらゆる否定的要素との闘争を全党的にいっそう力強く繰り広げることである。幹部陣容の現実態に警鐘を鳴らして全党的な集中闘争、連続闘争の序幕を開くところに今回の会議の真の目的がある」と発言した上で会議の各案件を提起し、党中央委員会政治局は案件を承認した。
会議では「党の決定と国家的な最重大課題の遂行を怠った一部の責任幹部の職務怠慢行為が詳細に通報され、党中央委員会の各総会で討議、決定した重要課題の貫徹で無知と無能力、無責任感を発露させた幹部に対する鋭い批判が行われた」など、党活動における問題点が討議され、党政治局常務委員・内閣総理の金徳訓や宣伝扇動部副部長の金与正、玄松月らが討論に参加した。
会議では組織問題が議論され、党中央委員会政治局常務委員会委員・政治局員・政治局員候補・党中央委員会書記を召還および選挙し、国家機関の幹部の転勤と任命が行われたが、詳細は7月8日に金正恩が錦繍山太陽宮殿に参拝した際に撮影された写真の公開まで判明しなかった。
会議で任免された党幹部・国家機関幹部は以下の通り（7月8日時点で判明したものを掲載）。
- 政治局常務委員：李炳鉄が解任され、政治局員候補に降格[65][注釈 8]
- 政治局員：崔相建を解任[65]
- 書記：崔相建（保健部門担当・科学教育部長）を解任[65]
- 軍階級：朴正天（総参謀長・党政治局員）の軍階級を元帥から次帥に降格[65][注釈 9]
- 国家機関幹部：金正官（国防相）を解任、後任は社会安全相の李永吉[66]

#### 第8期第3次政治局拡大会議
第8期第3次政治局拡大会議は2021年9月2日に党中央委員会本部庁舎で開催された。
朝鮮中央通信によると、政治局拡大会議では以下の議題を審議し、金正恩による報告が行われた。
1. 党の国土管理政策を貫徹する問題
2. 世界的な保健危機が日増しに悪化していることに合わせて防疫対策をいっそう手落ちなく立てる問題
3. 一般消費財の生産を増やす問題
4. 今年の農業を立派に締めくくる問題
5. 組織問題

朝鮮中央通信の報道内容の要約を報じたデイリーNKジャパンの報道によると、金正恩は国土環境保護事業についての報告で、「国土管理がすなわち経済建設であり、人民の生命安全と国家発展の必須の条件になる。洪水と台風の被害をはじめ自然災害を最小限にとどめるための危機管理対策を手落ちなく立て、法律的統制を伴わせることについてと、道市郡の責任活動家が自分の地域の国土管理事業に全責任を持ち、緻密に作戦を練り指揮することについて」具体的に言及したほか、新型コロナウイルス対策については「引き続き拡散する危険な形勢は国家的な防疫対策をいっそう強化して実施することを求めている」とし、新型コロナウイルスの変異株が世界中に拡散していることを念頭に、「防疫部門をもう一度緊張させ、自覚させるための一大政治攻勢、集中攻勢を繰り広げることについて」強調した上で、「軽工業部門で一般消費財の生産を増やし、今年の農業を立派に締めくくって計画した穀物生産目標を必ず達成すること」などの課題を提示した。
また、政治局拡大会議では組織問題（党幹部の人事問題）が討議され、政治局員・政治局員候補と党中央委員会の委員を召還および補欠選挙したほか、一部の幹部を解任および任命した。
会議で任免された党・国家機関・軍幹部は以下の通り（9月7日付け労働新聞に政治局公報が掲載）。
- 政治局常務委員：朴正天
- 政治局員候補：劉進、林光日、張正男
- 党中央委員会書記：朴正天
- 党中央委員会軍需工業部長：劉進
- 国家機関幹部：張正男が社会安全相に就任
- 軍幹部：林光日が総参謀長に就任

#### 第8期第4次政治局会議（対外公開されず）
第8期第4次政治局会議は2021年10月31日に党中央委員会本部庁舎で開催されたものの、対外的に公開はされていない。
なお、この政治局会議に金正恩は出席しておらず、白頭山の東南に位置する三池淵の専用別荘で治療を兼ねて療養していたとされ、実妹の金与正が「本部党責任秘書（書記）」の肩書で司会を務め、以下の2項目を議題とした。
1. 党の総路線である三大革命をより一層高めるための党中央の決定と課題
2. 組織問題について

この会議では、かつて金正日が金日成の後継者として権力を掌握する過程で打ち出した「『思想・文化・技術』の『三大革命』」を社会主義建設の総路線としてリメイクし、金与正が三大革命を指揮すること、金与正が総書記である金正恩に代わって政治局会議を主宰できる『金正恩の代理人』たることを誇示することが目的だったとされている。
実際、この会議では11月に第5次三大革命先駆者大会を開催することが決定され、この大会に関する朝鮮中央通信の報道には「金正恩の名前が報じられず、党中央（金与正）の意図でこの会議を開くと言及し、その目的を明らかにした」としている。

#### 第8期第5次政治局会議
第8期第5次政治局会議は2021年12月1日に党中央委員会本部庁舎で開催された。
金正恩は「国家経済が安定的に管理され、わが党が重視する農業部門と建設部門で大きな成果が収められたのをはじめ、政治、経済、文化、国防部門など国家事業の全般的な分野で肯定的変化が起きたのは大変鼓舞的なことである。来年は今年に劣らず大変膨大な闘争を展開すべき重要な年になると述べ、党中央委員会は新年度計画をダイナミックに、前進的に、科学的に、細部的に立派に立てて5カ年計画遂行の基礎を打ち固めなければならない」と語った。
政治局会議では12月下旬に第8期党中央委員会第4回総会を召集することを決定した。同総会では2021年度の党や国家の政策執行状況を総括し、2022年度の事業計画を討議、決定する見通し。

#### 第8期第6次政治局会議
第8期第6次政治局会議は2022年1月19日に党中央委員会本部庁舎で開催され、以下の2項目を議題とした。
1. 金日成生誕110周年（太陽節）と金正日生誕80周年（光明星節）を盛大に祝う問題
2. 最近の朝鮮半島周辺の情勢と一連の国際問題に対する分析報告

朝鮮中央通信によると、会議では金日成生誕110周年と金正日生誕80周年について、「意義深い今年の太陽節と光明星節を最もめでたく有意義に迎えるのは、金日成の子孫、金正日の戦士、教え子の当然な義務であり、道徳・信義である」と指摘した上で、「歴史的な今年の太陽節と光明星節が金日成と金正日が切り開き、導いてきたチュチェの革命偉業を党の指導に従ってあくまで継承し、完成しようとするわが人民の確固不動の信念をより一層固くし、チュチェ110年代（2021年〜2030年）をウリ式社会主義の全面的発展を遂げる勝利者の年代に輝かせようとする全ての党員と人民の非常に高い熱意と革命的気概を全世界に誇示する重要な政治的契機になるようにすること」を強調し、党中央委員会政治局決定書「偉大な首領金日成同志の生誕110周年と偉大な領導者金正日同志の生誕80周年を盛大に祝うことについて」を採択した。
また、対米政策について議論した結果、「2018年の米朝首脳会談以降、アメリカ側が中止するとしていた韓国との合同軍事演習が継続していること、アメリカによる『北朝鮮への敵視政策』が継続していること」を踏まえ、2018年4月の第7期第3回党中央委員会総会で決定していた核実験の停止と大陸間弾道ミサイルの発射実験の停止措置などに挙げられる『信頼構築措置を全面再考し、暫定的に中止していた全ての活動を再稼動させる』（撤回）することを決定した。

#### 第8期第8次政治局会議
2022年5月12日未明に党中央委員会本部で召集された。
会議では第8期第5次中央委員会総会を6月上旬に召集することを決定したほか、平壌で新型コロナウイルスの感染者が確認されたことが報告され、全土をロックダウンする決定が採択された。

#### 第8期第9次政治局会議
2022年6月7日に党中央委員会本部で召集された。
なお、金正恩はこの政治局会議を欠席し、組織担当書記の趙甬元が「政治局の委任」により司会を担当した。
会議では党中央委員会第8期第5回総会の討議議案を決定し、総会に提出する党および国家政策実行状況中間総括報告書をはじめとする重要文書と総会拡大会議の討議形式、日程、オブザーバーの先発状況が審議され、承認された。

#### 政治局協議会
コロナ対応を主な議題とする形で2022年5月14日、2022年5月15日、2022年5月21日、2022年5月29日に開催された。
このうち、5月15日の協議会で金正恩は「国家が調達する医薬品が薬局を通じて住民に適時に、正確に行き届いていないのは、その直接的実行者である内閣と保健医療部門の活動家が現在の危機状況に対する認識を正しく持てず、人民への献身的奉仕精神を口で唱えるだけで積極的に乗り出していないことに起因する」として、内閣と保健医療部門の「無責任な活動態度と組織・実行力」を強く批判したほか、政治局員候補・中央検察所所長の于尚哲（ウ・サンチョル）についても、「党政策の実行を法的に強力に保証すべき司法、検察部門が医薬品保障に関連する行政命令が迅速かつ正確に施行されるように法的監視と統制をまともに行えずにおり、全国的に医薬品取扱および販売で現れているいろいろな否定的傾向を正すことができずにいる。厳しい時局にさえ何の責任も、呵責も感じず、何の役割も果たせない中央検察所所長の職務怠業、職務怠慢行為を辛辣に叱責した」という。
また、朝鮮中央通信の報道によると、金正恩は協議会終了後に政治局常務委員や政治局員・政治局員候補らに平壌市内の薬局を抜き打ち視察するよう指示し、自らも政治局常務委員の趙甬元と金徳訓、保健相のチェ・ギョンチョル、党中央委員会の当該の部署の幹部らを従えて大同江区域の薬局を抜き打ち視察したところ、「薬局がその機能を円滑に遂行できるように整えておらず、陳列場以外に薬品保管場所も別にない立ち遅れた状況であり、薬局の販売員が衛生服装もまともに整えていない状態でサービスをしている実態と基準に到達していない衛生環境問題についても指摘した」という。

### 書記局

#### 2022年6月書記局会議
2022年6月12日に開催され、党の規律問題に関して、「書記局は重要に、党内に強い規律順守気風を確立し、一部の党活動家の中で現れる権柄と官僚主義をはじめとする不健全で非革命的な行為を標的にいっそう強力な闘いを展開することについて」議論を行った。
出席者は金正恩のほか、書記局を構成する7名（趙甬元、朴正天、李炳哲、李日煥、金才龍、チョン・ヒョンチョル、朴泰成）である。
朝鮮中央通信の報道によると、金正恩は「革命的党の本性と使命と任務、すなわち、本態が徹底的に継承され、社会主義政権党の戦闘的強化、発展のためには全党の党組織内に強い政治性と闘争気風、革命的な作風と共産主義的道徳品行を奨励し、培養させる活動を先行させなければならない。より強力な党規約および党規律順守気風と党の路線と方針の実行状況、健全な作風の具現と道徳生活状況に対する監督活動体系と是正体系を厳格に確立するのが必須不可欠の先決課題に提起される」と指摘したという。

### その他

#### 第1次市・郡責任書記講習会
第1次市・郡責任書記講習会（제1차 시, 군당책임비서강습회）は2021年3月3日から3月6日まで平壌の朝鮮労働党中央委員会本部庁舎で開催された。
金正恩は開講の辞で「今回の講習を通じて市・郡党責任書記が党中央委員会の前で自分の活動状況を全面的に総括し、市・郡強化の重要性と政策的要求に対する正しい認識を持って優れた経験を交換、共有しながら自分の市・郡をもり立てる明確な方途を探すために、積極的に、責任をもって誠実に学習すべきである」と述べ、地方党幹部の引き締めを図る方針を明らかにした。
党中央委政治局常務委員・組織担当書記の趙甬元は報告で、「現時期一部の市・郡党責任書記と市・郡党委員会の活動で現れている欠点を分析し、『党内活動を軽視し、行政・経済活動に対する党的指導、政策的指導を正しく行っていない欠点とわが党の人民大衆第一主義政治を正しく具現していない偏向』を辛辣に批判した」ほか、組織指導部長の金才龍は「政治教育活動を斬新に繰り広げ、党の宣伝・鼓舞力量を総動員して思想の浸透力、思想活動の実効性を高める」として思想統制の強化を強調し、経済担当書記の呉秀容は、「市・郡党委員会と責任書記が経済活動に対する党的指導、政策的指導をよくしなければならない」として、経済活動を労働党が主導する必要性を指摘した。

#### 第6次細胞書記大会
第6次細胞書記大会（조선로동당 제6차 세포비서대회）は2021年3月28日付の労働新聞で開催が発表され、2021年4月6日から8日まで平壌の平壌体育館で開催された。
今回大会が開催された細胞とは、朝鮮労働党の末端組織にあたる。同党には党中央委員会、道・市・郡の党委員会、初級・部門別の党委員会よりも下部の組織として党細胞が存在する。
金正恩は開会の辞で、「経済活動と人民生活をはじめとする各分野で実質的な著しい変化と発展を成し遂げて、ウリ式社会主義の偉業を一段と前進させようとする党大会決定の実行いかんが、ほかならぬ党の末端基層組織である党細胞の役割にかかっており、党細胞の戦闘力は細胞書記によって左右される。党大会に合わせて5年に一度ずつ細胞書記大会を定例的に開く」として、細胞書記の役割を重視することを明らかにした。その一方で、「（2017年12月に開催した）第5回細胞委員長大会以後、党細胞を強化し、その役割を強めるための活動ではある程度の成果はあったが、欠点も少なくない。たとえ欠点が部分的で小さいものであっても、決してそれをおろそかにしてはならない。」と述べるなど、細胞書記の活動が抱える問題についても言及し、「これまでの成果と経験、欠点と教訓に照らして自分の活動を振り返り、党細胞活動を人々の心との活動、感情・情緒との活動に確固と切り替え、性格や水準が相異なる細胞党員や勤労者を一つの家族のごとく団結させるための方法論を見出すのが重要です」と強調し、開会を宣言した。
この後、党中央委政治局常務委員・組織担当書記の趙甬元が報告「党細胞の戦闘力と闘争力をいっそう強めて第8回党大会が示した5カ年計画を無条件決死の覚悟で遂行しよう（당세포의 전투력과 투쟁력을 더욱 높여 당 제8차대회가 제시한 5개년계획을 무조건 결사집행하자）」を提起し、「活動する党、闘争する党、前進する党の革命的性格と面貌をいっそうはっきりさせ、党の戦闘力を全面的に強化できるようになった一方、党細胞が金正恩の唯一的指導体系を確立する活動を細胞活動の主眼として堅持できなかった上、党細胞の活動を対人活動に確固と切り替えないまま、党政策貫徹の直接的戦闘単位としての任務を遂行できず、（党細胞書記が）党的原則・革命的原則がなく、反社会主義・非社会主義との闘いを度合い強く展開できなかった問題」などの欠点があるとして厳しく批判した。また、「欠点」の原因について、「各級党委員会が党細胞に対する指導を実質的に行わず、党細胞書記の政治意識と実務能力が低いところにあるが、それから招かれる悪結果は極めて重大である」と指摘した上で、「金正恩の革命思想と指導に忠実に従って第8回党大会が示した新たな5カ年計画を無条件に、決死の覚悟で実行する火線戦闘員、先鋒闘士になるべきだ」と強調した。
大会ではこの後、各企業所の細胞書記が討論を行い、成果を強調しながらも、「一部の党細胞で党員に対する党生活の手配と指導を綿密に行えなかった欠点を批判、総括した」と朝鮮中央通信は報じている。
金正恩は4月8日の閉会式で行った演説で「自己の党（朝鮮労働党）を守るために数十年間もあらゆる苦難に耐えてきた人民の苦労を今は一つでも軽減し、人民に最大限の物質的・文化的福利をもたらすために、私は、党中央委員会から始めて各級党組織、全党の細胞書記がより厳しい『苦難の行軍』を行うことを決心した」と述べ、核問題を巡るアメリカとの対立が長期化するのに備えて体制内の結束を高める方針を示し、党細胞強化のための活動で模範を示した党細胞書記であるパク・グァンヒョク、キム・ウンギョン、チュ・ビョンス、キム・ミョンソン、リム・キョンジェ、カン・ビョンヒョク、チェ・ジョンシル、キム・ヒョンジン、チョン・ヨンスン、キム・ジェオ、リュ・グムチョル、キム・ソンナム、リ・ソンチョル、シン・グムチョル、ホ・ヨンイル、チェ・ミョンソン、キム・ソンヨン、リ・ジョンスン、リ・グムチョル、リ・グァンス、パク・ソンチョル、キム・ハクナム、リ・ジョンファ、ユ・テソン、キム・リョンスク、パク・ゴンイル、ヨ・グァンチョル、チ・ジェヨン、リ・ヨンチョル、キム・ホンイル、パク・ヒョンチョル、マ・チョルス、ファン・ヨンイル、パク・ヨンチョル、パク・ジュソン、ハン・ヨンシク、リ・グァンチョル、キム・セオク、シン・グァンホ、キム・チョルギュン、カン・リム、パク・フンシク、リ・ミョンチョル、チョ・ヨンギル、キム・ヨンイル、ハン・チュンソン、チ・ドンギュ、パク・ミョングン、チャン・ジェナム、チョン・ヨンサムに表彰状を授与した。

#### 党中央委員会・道党委員会責任幹部協議会
第8期党中央委員会第3回総会の召集を目前に控えた6月7日に党中央委員会・道党委員会責任幹部協議会が党中央委員会本部庁舎で開かれた。
朝鮮中央通信によると、協議会では下半期の経済政策と人民生活の安定策が集中点検され、金正恩は「現情勢に対処した党中央の各部署と政府機関、各道党委員会の活動および研究方向について指摘し、党中央委員会総会を契機に国家経済活動と人民生活の安定において実質的な転換をもたらすための構想を披歴し、党中央委員会と政府、各道党委員会の責任幹部が自分の使命と本分を深く自覚し、祖国と人民の運命に責任をもった誉れ高い責務を全うすることに奮励努力することについて改めて強調するとともに、国の経済を発展させ、人民の物質・文化生活水準を高める上での一連の対策的問題に関する綱領的な教えを与えた」という。

#### 第2次初級党書紀大会
第2次初級党書紀大会（조선로동당 제2차 초급당비서대회）は2022年2月14日付の労働新聞で開催が発表され、2022年2月26日から28日まで平壌の平壌体育館で開催された。
金正恩は開会の辞で、「党の規約に初級党書記大会を5年おきに招集することに規制したのは党大会が明示した闘争綱領の実現へ全ての初級党組織の活動を総志向させるためであり、これまでの5年間、初級党組織の活動を批判的見地から総括し、非常に高まった革命発展の要求に即して初級党活動を改善、強化する上でキーポイントとなる方途を見いだして全党の初級党書記を武装させ、再び自覚、奮発させようとするところに今回の初級党書記大会の重要な目的がある。今回の大会が社会主義建設の全面的発展を成し遂げるための新しい闘争段階の要求に即して、わが党の基層組織をいっそう強化し、党活動を革新する上でもう一つの重要な里程標になる」と強調し、開会を宣言した。
また、閉会に先立って行った結語演説「初級党書記は母なる党の真の政治活動家になろう」では、「近年、党建設と党活動がより深化し、新たな革新、大胆な創造、絶え間ない前進が時代の主流を成したが、初級党書記の活動にはいまだに深刻な欠点が少なからず残っている。初級党書記が自分の単位の人々を党と革命に対して政治的・道徳的に、徹底的に保証できるようによく準備させることに力を入れなければならない。経済活動における沈滞や後退は回復することができるが、教育活動における沈滞や後退はしまいには挽回できない悪結果を招くことになる。全ての初級党書記が人民の党、忠僕党の政治活動家としての本分を深く自覚し、わが人民を一日も早く豊かに暮らせるようにし、わが国家を偉大な社会主義強国に浮上させるための聖なる闘いへ邁進しよう」とアピールした。

### 党の指導下にある各種組織

#### 金日成・金正日主義青年同盟第10次大会
金日成・金正日主義青年同盟第10次大会（김일성-김정일주의청년동맹 제10차대회）は2021年4月27日から29日にかけて開催された。金正恩はこの大会を欠席し、大会最終日に「革命の新しい勝利を目指す歴史的進軍で社会主義愛国青年同盟の威力を遺憾なく発揮せよ（혁명의 새 승리를 향한 력사적진군에서 사회주의애국청년동맹의 위력을 힘있게 떨치라）」と題した「綱領的書簡」を送った。
大会には党勤労団体部長・書記の李日煥や組織指導部長の金才龍ら党や軍の高官が出席。青年同盟中央委員会委員長の朴鉄民が活動報告を行った。
青年同盟は朝鮮労働党員を除いた14～30歳の全ての国民が加入する。
大会では第8次党大会での党規約改正を反映して、組織の名称を「社会主義愛国青年同盟（사회주의애국청년동맹）」に変更する決定書を大会2日目の4月28日に採択した。

#### 朝鮮職業総同盟第8次大会
朝鮮職業総同盟第8次大会（조선직업총동맹 제8차대회）は2021年5月25日から26日にかけて開催された。金正恩は「職業同盟は社会主義建設の新たな高揚期を先頭に立って切り開く前衛部隊になろう（직업동맹은 사회주의건설의 새로운 고조기를 앞장에서 열어나가는 전위부대가 되자）」と題した「規範的書簡」を送った。
大会には党勤労団体部長・書記の李日煥ら党や軍の高官が出席。職業総同盟中央委員会委員長の朴仁哲が活動報告を行った。

#### 朝鮮社会主義女性同盟第7次大会
朝鮮社会主義女性同盟第7次大会（조선사회주의녀성동맹 제7차대회）は2021年6月20日から21日にかけて平壌の人民文化宮殿で開催された。
金正恩は「女性同盟はウリ式社会主義の前進・発展を促進する強力な部隊になろう（녀성동맹은 우리 식 사회주의의 전진발전을 추동하는 힘있는 부대가 되자）」と題した「綱領的書簡」を送った。
大会には党勤労団体部長・書記の李日煥と党部長（担当部署不明）の李頭城が出席。女性同盟中央委員会委員長の張春実が活動報告を行い、指導部の改選で新たにキム・ジョンスンを女性同盟中央委員会委員長に選出した。

#### 朝鮮農業勤労者同盟第9次大会
朝鮮農業勤労者同盟第9次大会（조선농업근로자동맹 제9차대회）は2022年1月27日から28日まで行われ、1月30日に朝鮮中央通信で開催が報じられた。
大会には党勤労団体部長・書記の李日煥が出席し、大会に宛てた金正恩の書簡「農業勤労者同盟はウリ式社会主義農村の発展をめざす闘争で先鋒部隊になろう（농업근로자동맹은 우리식 사회주의농촌발전을 위한 투쟁에서 선봉부대가 되자）」を伝達したほか、規約改正や人事が行われ、農業勤労者同盟委員長にハン・ジョンヒョクが再選された。
報道によると、金正恩は書簡で「社会主義農村建設目標にはわれわれの農業勤労者を新時代の農村革命家に育て、全国の農村を世界がうらやむ地上の楽園に転変させて農業勤労者が共産主義社会の入り口に真っ先に入るようにするという党の意図が盛り込まれている」と指摘し、「（党中央委員会第8期第4回総会で策定した）『社会主義農村建設綱領』の実現において農業勤労者同盟に提起される闘争の課題と方途を提示した」としている。